# Csernovics-kastély
A mácsai Csernovics-kastély műemlék épület Romániában, Arad megyében. A romániai műemlékek jegyzékében az  AR-II-m-A-00626.01 sorszámon szerepel.

## Története
A kastély bal oldali, kéttornyú szárnyát egy 18. századi épület felhasználásával a 19. század első felében építették, a jobb oldali szárnyat Ybl Miklós tervei alapján 1862 és 1886 között. Ekkor a Károlyi család tulajdona volt, akik a tízhektáros kastélyparkot további tíz hektárral bővítették. Ott ma is korabeli melegházak, úszómedence találhatók. A kastély 1939-ben Adam Iancu kürtösi orvos birtokába került, aki tíz hektár]on kivágatta a park fáit. A mára 17 hektáros parkban 1948-ban megalapították a szocialista Románia első gyermekvárosát körülbelül száz csellengő, árva gyermek számára. 1968 óta védett arborétum többek között egy páfrányfenyő (Gingko biloba) otthona. A főallé mentén alakították ki a román írók szoborparkját. A kastélykert egyik sarkában található Damjanich János és Lahner György aradi vértanúk síremléke. Holttestüket titokban Csernovics Péter hozatta el Arad]ról és temettette el saját kastélya kertjében. Az időről-időre ledöntött sírkövet legutóbb 2014-ben állították helyre, 2023-ban egy helytörténész tanár megtisztította és konzerválta. Ma Aradon az aradi vértanúk emlékoszlopának kriptájában nyugszanak kilenc vértanútársukkal együtt. A kastélyban kétévente humorfesztivált, s ugyancsak kétévente néprajzi fesztivált rendeznek és évente megrendezik a karikaturisták találkozóját.